# Ulises Torres
Ulises Torres Méndez (ur. 17 lutego 1998 w mieście Meksyk) – meksykański piłkarz występujący na pozycji lewego obrońcy, od 2023 roku zawodnik UdeG.